# Memoji
Memoji est un avatar personnalisé de l'utilisateur, utilisable dans l'écosystème Apple (iMessage, FaceTime, Game Center, Clips). L'avatar peut être statique ou il peut être sous la forme d'une animation 3D prenant en compte l'expression faciale d'un utilisateur comme le sourire ou les grimaces. La création d'un Memoji comprend une grande liste de caractéristiques, personnalisables par l'utilisateur. Il y a par exemple la coiffure, la couleur de la peau, la forme de la tête, ainsi qu'une multitude d'options pour les yeux, les sourcils, le nez, les oreilles et plus encore. Il est possible d'ajouter des accessoires vestimentaires à son Memoji, comme par exemple des lunettes, une casquette ou un bonnet.

## Histoire
Le 4 juin 2018, les Memojis sont présentés avec iOS 12 lors de la WWDC. La fonctionnalité permet de créer un avatar personnalisé de l'utilisateur au lieu d'utiliser une icône emoji comme les Animoji sous iOS 11. La technologie Face ID est de nouveau utilisée pour produire les animations faciales.

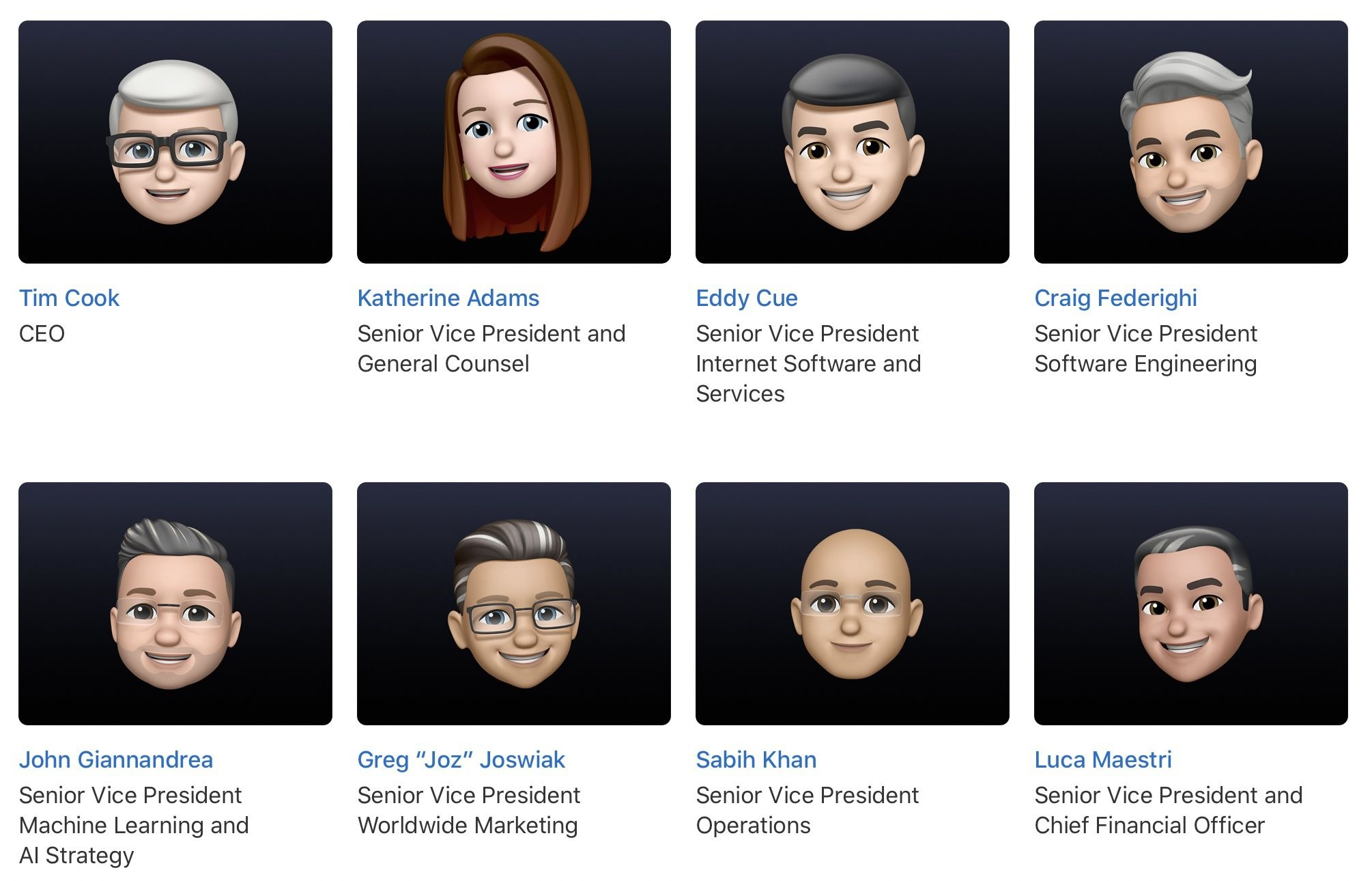
La direction d'Apple représentée avec des Memojis pour la WWDC 2021.

Le 17 juillet 2018, pour la journée mondiale des emojis, Apple change la photo de profil des membres de l'équipe dirigeante en Memoji sur le site web de la société, l'objectif est de promouvoir la nouvelle fonctionnalité. Le 7 juin 2021, la direction d'Apple réitère l'opération pour le lancement de la nouvelle édition de la WWDC. 
En 2020, la conférence WWDC a été promue en utilisant divers personnages Memoji derrière des MacBook. Il est possible pour l'occasion de créer un Memoji spécial WWDC.
Le 16 septembre 2020, une application Memoji a été ajoutée sur Apple Watch avec la sortie de watchOS 7. Elle permet aux utilisateurs de créer un Memoji directement depuis la montre.
Le 6 juin 2022, pour la sortie iOS 16, Apple améliore la fonctionnalité en ajoutant des nouveaux Memojis statiques et de nouveaux éléments de personnalisation avec dix-sept coiffures inédites et un bonnet supplémentaire.
Avec la sortie des AirPods Pro 2e génération en septembre 2022, il est possible de personnaliser le boîtier des écouteurs avec un Memoji.
iOS 17.2 ajoute la personnalisation du haut du corps des Memojis, avec une nouvelle section « Corps » à côté de la section « Vêtements » déjà présente. Il est possible par exemple de modifier la largeur de la taille et du tour de buste de son avatar ainsi que la carrure et l'épaisseur des bras.

## Modèles compatibles
Au départ, seuls les appareils Apple sous iOS 12 et disposant de la technologie Face ID pouvaient avoir la fonctionnalité Memoji.
En 2019, iOS 13 a étendu la prise en charge des Memojis statiques aux appareils dotés au minimum d'un processeur Apple A9. Il faut donc disposer au minimum d'un iPhone 6s ou d'un iPhone SE (1re génération) pour utiliser cette fonctionnalité.